# Équipe d'Angleterre de rugby à XV au Tournoi des Six Nations 2001
L'équipe d'Angleterre de rugby à XV au Tournoi des Six Nations 2001 termine première à égalité avec l'équipe d'Irlande, après avoir remporté quatre victoires et connu une seule défaite contre l'Irlande. 

## Liste des joueurs
Trente et un joueurs ont contribué à ce succès. 
| Entraîneur | Entraîneur             | Clive Woodward                                                              |
| Avants     | Pilier                 | Jason Leonard, Trevor Woodman, Julian White, Graham Rowntree, David Flatman |
| Avants     | Talonneur              | Phil Greening, Dorian West, Mark Regan                                      |
| Avants     | Deuxième ligne         | Martin Johnson (cap.), Danny Grewcock, Simon Shaw, Steve Borthwick          |
| Avants     | Troisième ligne aile   | Joe Worsley, Martin Corry, Lewis Moody, Neil Back                           |
| Avants     | Troisième ligne centre | Richard Hill, Lawrence Dallaglio                                            |
| Arrières   | Demi de mêlée          | Matt Dawson, Kyran Bracken                                                  |
| Arrières   | Demi d'ouverture       | Jonny Wilkinson, Paul Grayson                                               |
| Arrières   | Centre                 | Will Greenwood, Mike Tindall, Mike Catt                                     |
| Arrières   | Ailier                 | Ben Cohen, Dan Luger, Austin Healey                                         |
| Arrières   | Arrière                | Jason Robinson, Iain Balshaw, Matt Perry                                    |

## Résultats des matchs
- Le 3 février, victoire 44-15 contre l'équipe du pays de Galles à Cardiff
- Le 17 février, victoire 80-23 contre l'équipe d'Italie à Twickenham
- Le 3 mars, victoire 43-3 contre l'équipe d'Écosse à Twickenham
- Le 7 avril, victoire 48-19 contre l'équipe de France à Twickenham
- Le 20 octobre, victoire 20-14 contre l'équipe d'Irlande à Dublin

## Statistiques

### Meilleur réalisateur
- Jonny Wilkinson : 63 points

### Meilleur marqueur d'essais
- Will Greenwood : 6 essais